# تارا وایت
تارا وایت (Tarra White) (متولد ۱۹ نوامبر ۱۹۸۷ در استراوا، چکسلواکی) که با نام مارتینا مراکیووا (Martina Mrakviová) به دنیا آمد بازیگر پورنوگرافی اهل جمهوری چک است. وی در سال ۲۰۰۷ برنده جایزه ستاره طلایی برای بهترین بازیگر زن فیلم‌های پورنوی چک شد. او برای بازیگری با گروه رسانه‌ای پرایوت قرارداد بسته‌است.

## زندگی‌نامه
او وقتی دو یا سه ساله بود همراه خانواده‌اش از استراوا به پراگ مهاجرت کرد. او در پنج‌سالگی آرزوی این را داشت که یک رقاص استریپ بشود.
تارا وایت اولین رابطهٔ جنسی خود را در سن ۱۶ سالگی تجربه کرد.
.
تارا وایت بلافاصله پس از این که به سن ۱۸ سالگی رسید؛ وارد صنعت فیلم‌های بزرگسال یا پورنوگرافی شد در حالی که هنوز به دبیرستان می‌رفت.
وی اولین صحنهٔ سکسش را با رابرت روزنبرگ در ملاء عام و در مقابل دانشگاه چارلز پراگ انجام داد.
او استرس زیادی داشت و به‌طور مداوم فراموش می‌کرد که به لنز دوربین نگاه کند. دلیل استرس بالای او نیز، سکس در وسط خیابان و زیر نظر جمعیت بالایی که او را تماشا می‌کردند؛ بود.
تارا وایت یک وبلاگ مخصوص سری پرایوت نوشت که آن را به صورت هفتگی با خبرها و عکس‌های جدید به روز می‌کند.
تارا یا مارتینا مراکیووا از می ۲۰۰۸ به عنوان یکی از مجریان برنامهٔ تلویزیون «خبرهای قرمز» (برنامه‌ای که مجریان آن رقاص‌های استریپ زن، اخبار عریان را می‌خوانند) مشغول به کار شد. این برنامه در یک وبسایت توسط یک شبکه تلویزیونی به نام TV Nova تهیه شده‌است.
تا پایان سال ۲۰۱۳ او در بیش از ۵۰۰ فیلم نقش آفرینی کرد. در اوایل دسامبر ۲۰۱۳ او کتاب پورنو و من را منتشر کرد.
او در ایران طرفداران بسیاری دارد.

## جوایز
- ۲۰۰۶ ستاره طلایی (نمایش شهوت‌انگیز پراگ) – بهترین ستاره کوچک[۳]
- ۲۰۰۷ ستاره طلایی – بهترین بازیگر زن فیلم‌های پورن[۳]
- ۲۰۰۸ جشنواره بین‌المللی فیلم اروتیک بارسلون جایزه نیفتا – بهترین بازیگر نقش زن – امواج وحشی[۸]
- ۲۰۰۹ هات طلا – بهترین بازیگر زن اروپا[۹]
- 2009 Hot D'Or – بهترین بازیگر زن اروپا – Billionaire[۹]
- 2010 Erotixxx جایزه - بهترین بازیگر نقش زن بین‌المللی
- ۲۰۱۴ برنده جایزه AVN بهترین صحنه سکس در Foreign-Shot Production (The Ingenuous) with Aleska Diamond, Anna Polina, Anissa Kate, Angel Piaff, Rita & Mike Angelo[14]